# Tod und Leben
Tod und Leben ist der Name eines Ölgemäldes von Gustav Klimt, an dem er 1910/1911 und 1915/1916 malte. Das Bild ist 180,8 × 200,6 cm groß. 

## Geschichte
Klimt begann mit Vorstudien zum Gemälde 1908; es wird zu seiner goldenen Phase gezählt. 1911 erhielt er bei der internationalen Kunstausstellung in Rom für das im österreichischen Pavillon ausgestellte Bild, das damals den Titel Die Furcht vor dem Tode trug, den mit neun weiteren Künstlern geteilten 1. Preis. 1912 stellte er das Gemälde bei einer Kunstausstellung in Dresden aus; damals trug es bereits den heutigen Titel.

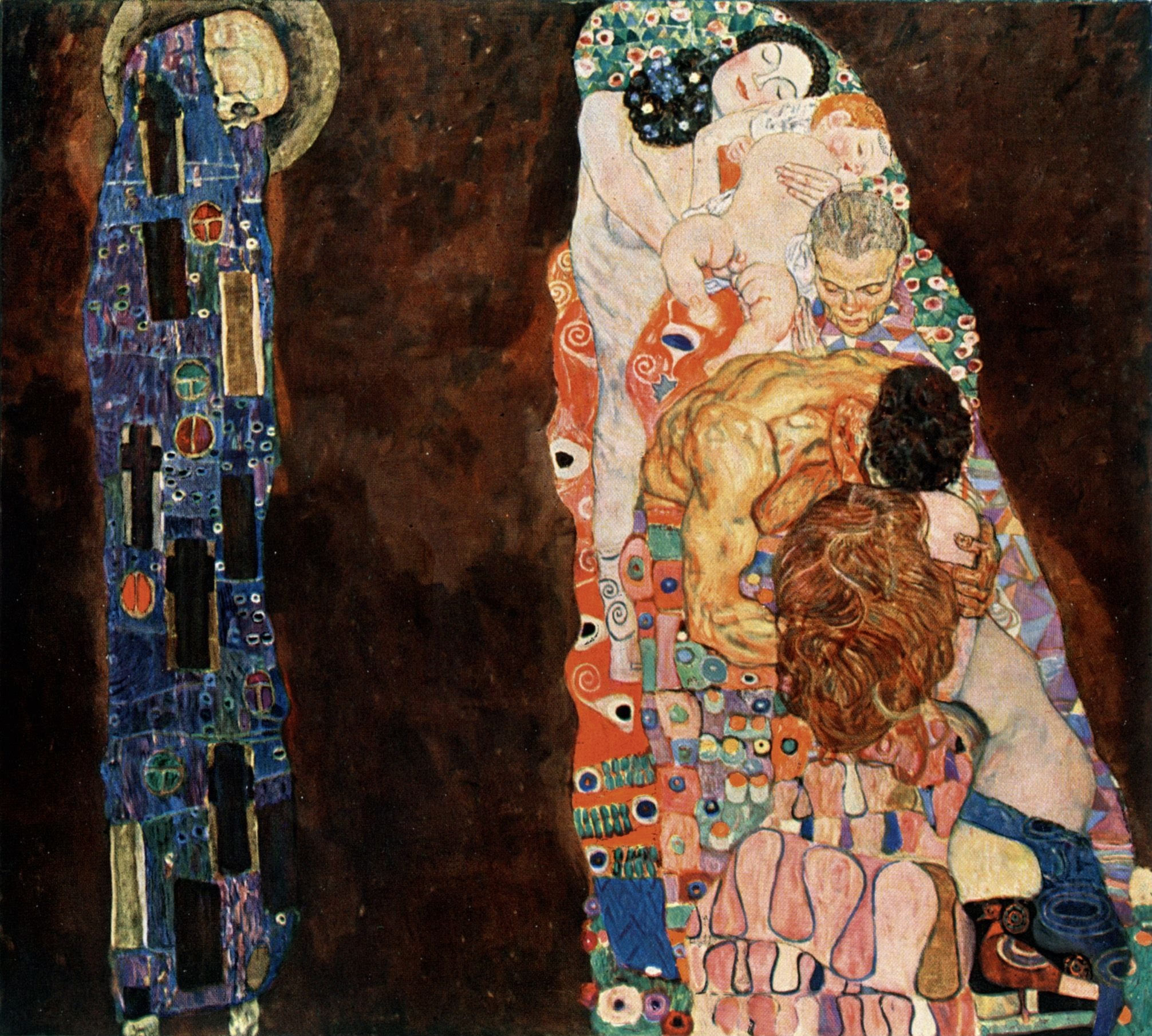
Ursprüngliche Version von 1911/1912

Weitere Ausstellungen des Bildes fanden unter anderem 1913 in Budapest und Mannheim, 1914 in Prag, 1916 in Berlin, 1917 in Stockholm, 1917/1918 in Kopenhagen, 1918 in Zürich und von 1923 an mehrere Male in Wien sowie 1958 in Venedig und 1965 in New York und London statt.
Klimt führte 1915, nach den ersten fünf Ausstellungen des Bildes, Änderungen am Gemälde durch. Den Hintergrund änderte er von goldfarben zu grau, und er fügte einige Mosaike hinzu. Das Werk wird zum Jugendstil gezählt und befindet sich heute im Leopold Museum im MuseumsQuartier (MQ) in Wien.

## Beschreibung
Das Thema Leben und Tod war für Klimt wie für Edvard Munch und Egon Schiele ein zentrales Thema. Im Gegensatz zu Schiele überwiegt bei Klimt die Hoffnung. Der Tod, ein bedrohlicher Sensenmann, ist nur schemenhaft visualisiert. Die Menschen werden in allen Altersstufen dargestellt. Sie scheinen zu schlafen und den Tod zu ignorieren. Sie nehmen im Bild auch einen wesentlich größeren Platz ein.
Das Gemälde wurde von zahlreichen Experten beschrieben und gedeutet, unter anderen von Tobias G. Natter. Ein Dossier über das Bild wurde 2016 von Michael Wladika erstellt.

## Klimaprotest

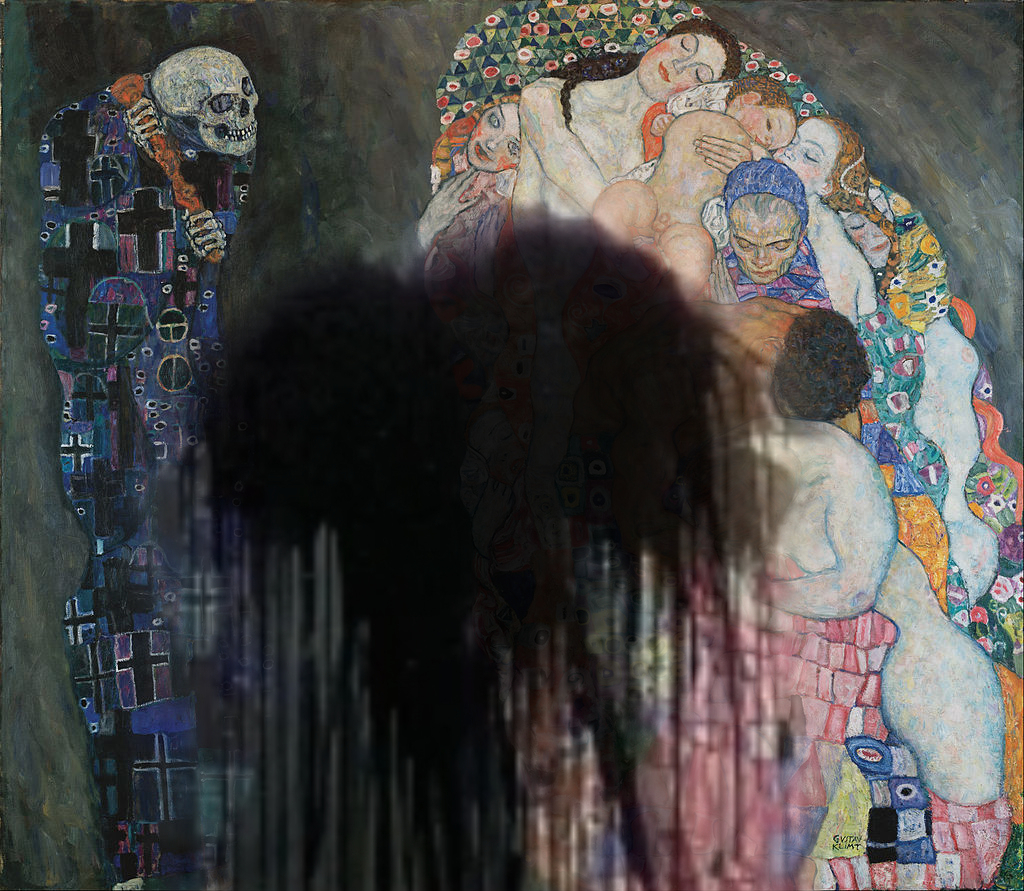
Das Gemälde im Leopoldmuseum nach dem Klima-Protest vom 15. November 2022

Am 15. November 2022 schütteten Aktivisten der Gruppe Letzte Generation im Rahmen eines Klimaprotests Öl auf das Gemälde. Das Bild selbst wurde wegen des angebrachten Schutzglases nicht beschädigt.